# دافيد كوفاتش
دافيد كوفاتش هو سياسي مجري، ولد في 15 مارس 1976 في بودابست في المجر. نشط حزبياً في يوبيك.